# Græs-ordenen
Græs-ordenen (Poales) er en orden med mange familier. De fælles træk er, at arterne i ordenen har karsystemer helt ud i bladene, og at alle har aflejret SiO2 (kiselilte) i bladene.
| Familier |

- Anarthriaceae
- Ananas-familien (Bromeliaceae)
- Centrolepidaceae
- Ecdeiocoleaceae
- Eriocaulaceae
- Flagellariaceae
- Halvgræs-familien (Cyperaceae)
- Hydatellaceae
- Joinvilleaceae
- Siv-familien (Juncaceae)
- Mayacaceae
- Græs-familien (Poaceae)
- Rapateaceae
- Restionaceae
- Pindsvineknop-familien (Sparganiaceae) er nedlagt (iflg. APG III), og slægten Pindsvineknop findes nu under Dunhammer-familien (se ovenfor).
- Thurniaceae
- Dunhammer-familien (Typhaceae)
- Xyridaceae